# AA-12
AA-12 (Auto Assault-12) — автоматическое ружьё — дробовик, созданное Максвеллом Атчиссоном на базе более ранней разработки Atchisson Assault Shotgun.

## История
Ружьё AAS было разработано Атчиссоном с использованием опыта войны во Вьетнаме, показавшей эффективность использования ружей в ближнем бою в джунглях. Одно из средств повышения огневой мощи — автоматизация перезаряжания, поэтому после войны началась разработка сразу нескольких подобных систем. В начале 1980-х годов система была модернизирована, в результате чего появилось ружьё AA-12. Следующие 20 лет Атчиссон совершенствовал свою разработку, которая так и не пошла в серию. В 2000-х годах американская компания Military Police System приобрела права на AA-12, в надежде начать производство для полиции и вооружённых сил США. В коммерческую продажу гражданскому населению не поступала.
Также с использованием идей Атчиссона в Южной Корее было разработано автоматическое ружьё USAS-12.

## Описание

### AAS
В качестве основного боеприпаса для своего оружия Атчиссон выбрал достаточно мощные патроны 12 калибра, для обеспечения должного комфорта при стрельбе которыми, а также снижения производственных и эксплуатационных расходов, в AAS была применена автоматика на основе свободного затвора (широко используемая в пистолетах-пулемётах). Стрельба велась с открытого затвора. Цилиндрический затвор массой 1,4 кг располагался внутри стальной трубчатой ствольной коробки. Для обеспечения большой длины отката затвора и, как следствие, уменьшения отдачи и темпа стрельбы очередями ствольная коробка доходила до затыльника приклада. УСМ был позаимствован у пулемёта Browning M1918, а цевьё — у автомата M16A1. Боепитание осуществлялось из отъёмных коробчатых магазинов на 5 или барабанных на 20 патронов. Специальная скоба, соединённая с пистолетной рукояткой, выполняет функцию своеобразного заднего упора для магазина, не давая ему вырываться из приёмника при стрельбе.

### AA-12
Основное отличие AA-12 от предшественника — использование характерной для автоматов, автоматических винтовок и ручных пулемётов газоотводной автоматики, обусловленное возможностью использования более мощных патронов. Запирание ствола осуществляется подвижной цилиндрической деталью, поднимающейся вверх в круглое отверстие в отростке ствола. Также была изменена конструкция УСМ и ствольной коробки, выполненной зацело с прикладом и цевьём. Как и у предшественника, затвор откатывается в приклад. Новая ствольная коробка состоит из левой и правой половин, крепящихся друг к другу штифтами. Переводчик режимов стрельбы расположен возле спускового крючка и позволяет вести стрельбу одиночными или непрерывными очередями. Для AA-12 были спроектированы другие магазины. Коробчатый теперь вмещал 8 патронов, а барабанный, как и раньше, 20. Изменились и габариты ружья, оно стало короче — 965 мм. При этом длина ствола осталась неизменна.
Особенностью ружья является также «накопление импульса отдачи», подобное пулемёту Ultimax 100. Суть данного решения заключается во взаимодействии двух возвратных пружин, растягивающем импульс отдачи во времени.

## Использование
- В 2004 году 10 образцов AA-12 были созданы и продемонстрированы Корпусу морской пехоты США.
- Система защиты «HAMMER», созданная More Industries, использует двойные AA-12 на турели H2X-40[4].
- Neural Robotics также установила AA-12 на свой беспилотный летательный аппарат «AutoCopter»[5].